# Balti-tengeri Tanács
A Balti-tengeri Tanács az észak-európai államok együttműködésének egyik fóruma. 1992-ben Koppenhágában hozták létre azzal a céllal, hogy a tagállamok közötti együttműködést segítse.

## Tevékenység
A közös munka kiterjed a gazdasági és társadalmi kapcsolatok építésére, az emberi jogok védelmére, illetve a nukleáris erőművek közös ellenőrzésére. A fórum létrehozásakor a fő cél az volt, hogy a Hidegháború által kettévágott balti régiót összefogva Európa egy új gazdasági növekedési pólusát hozza létre. Célként fogalmazódott meg az erőforrások közös, optimális kihasználása és a közlekedési infrastruktúra egységesítése.
A szervezet állandó irodája Stockholmban működik.

## Tagállamok

### Teljes jogú tagok
Dánia

 Németország

 Észtország

 Finnország

 Izland

 Lettország

 Litvánia

 Norvégia

 Lengyelország

 Oroszország

 Svédország

A szervezetben teljes jogú tag az Európai Bizottság is.

### Megfigyelő államok
Franciaország

 Egyesült Királyság

 Hollandia

 Olaszország

 Szlovákia

 Ukrajna

 USA